# Бельгийская кухня

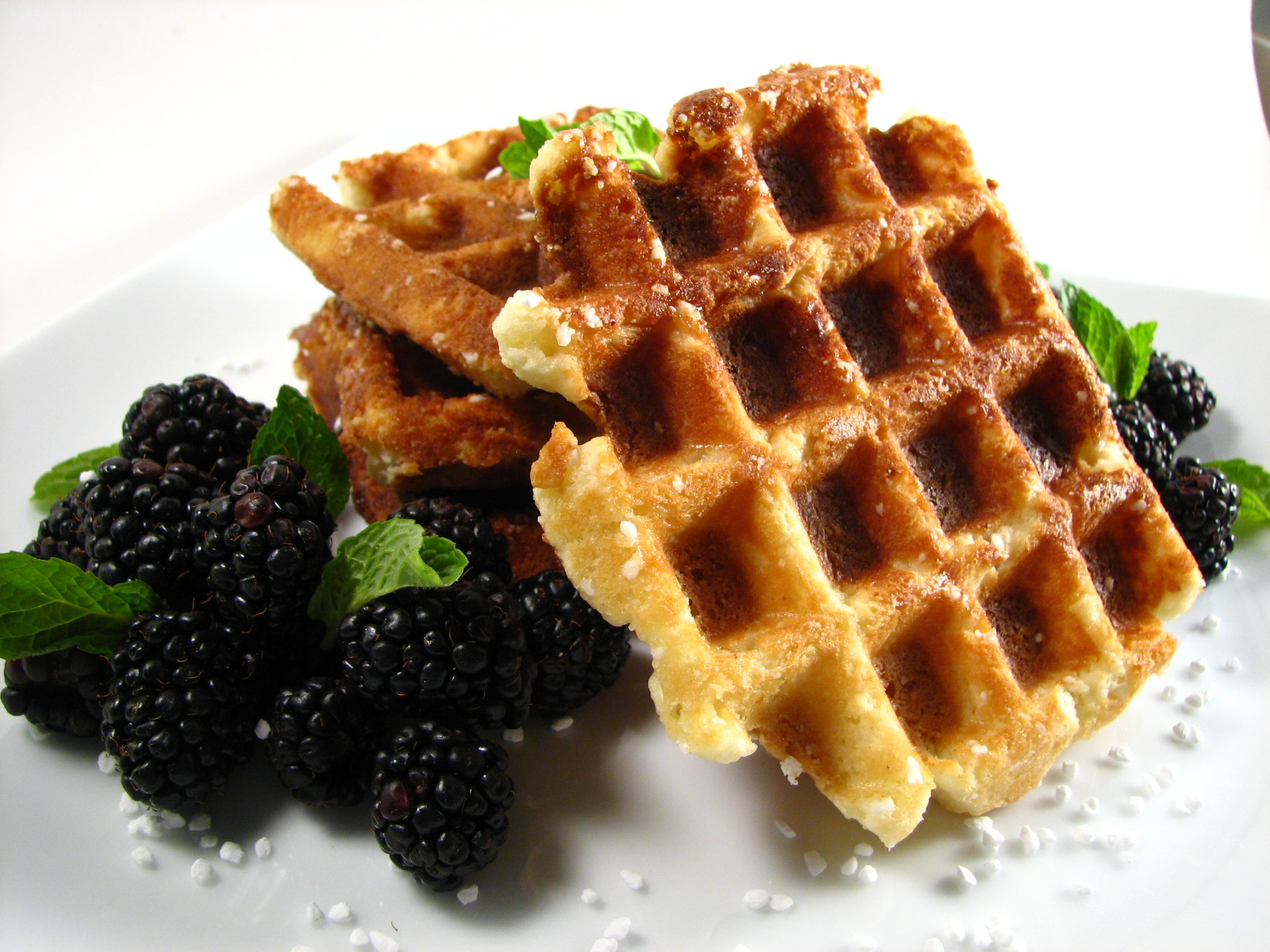
Льежские вафли

Бельги́йская ку́хня — национальная кухня Бельгии, сочетающая в себе средневековые кулинарные традиции с традициями соседних стран — Франции, Германии, Нидерландов. В то время как домашние блюда более простые и сытные, как в немецкой или нидерландской кухнях, на ресторанную кухню большое влияние оказала французская кухня.
Бельгийцы отдают предпочтение сезонным и региональным продуктам, поэтому даже в таком небольшом королевстве заметны различия в региональных кухнях. В прибрежных регионах преобладают блюда из рыбы и морепродуктов, в Арденнах чаще используют дичь. Региональные кухни обоих конфликтующих между собой регионов — Фландрии и Валлонии — имеют свои особенности и разнообразие блюд.
Бельгийская кухня знаменита в первую очередь шоколадом, вафлями, картофелем фри и пивом. В Бельгии находится наибольшее количество звёздных ресторанов на квадратный километр.

## История

### Доисторический период
Современный человек поселился на территории современной Бельгии около 20 000 лет назад. Главным источником пропитания были охота и собирательство. Около 4000 лет до н. э. леса стали плотнее, что затрудняло охоту. В это время получило распространение рыболовство, тогда же человек научился производить более усовершенствованные орудия труда для рыболовства и охоты.
Предположительно, переход от присваивающего к сельскому хозяйству произошёл около 2000 лет до н. э. благодаря мигрантам, путешествовавшим через континент по рекам Дунай и Рейн. На небольших обработанных участках земли выращивали примитивные сорта пшеницы (эммер и айнкорн), ячмень, бобовые (чечевицу и горох). Для получения молочных продуктов разводили коз, шерсть давали овцы, а мясные продукты получали от разведения свиней. Более зажиточные семьи регулярно употребляли в пищу мясо, в то время как бедные питались в первую очередь бобовыми, молоком и злаками в виде каши или хлеба.
Кельтские племена белгов, поселившиеся на территории Бельгии около 300 лет до н. э., принесли с собой не только плуг на колёсах и трёхпольный севооборот, но и обогатили рацион мясом птицы (куры и гуси), медовухой и пивом. С Британских островов на континент экспортировались консервированные мясо, рыба и сливочное масло.

### Галло-римский период
В 54 году до н. э. область на севере Галлии была завоёвана войсками Цезаря и перешла во владения римлян на четыре века. Римская империя обладала обширной сетью дорог, которая сыграла значительную роль в экономическом развитии империи и, в частности, отдельных городов. Активная торговля привела к распространению на территории Белгики продуктов из других регионов империи, к примеру, оливкового масла и вина из Средиземноморья.
Для удовлетворения растущих потребностей римской армии требовалось все большее количество еды. Так, около 100 года в Белгике были вырублены участки леса для посадки сельскохозяйственных культур. На плодородных почвах выращивали пшеницу, ячмень и полбу, на менее плодородных — бобовые и рожь. Были культивированы новые сорта овощей, фруктов и специй (капуста, морковь, лук, свёкла, сливы, персики, укроп, кориандр, тимьян), однако они получили распространение лишь во II веке. Также увеличили поголовье скота. Некоторые регионы Белгики специализировались на производстве солёной ветчины, которую затем посылали в Рим.
Археологические раскопки вблизи города Тинен дали возможность судить о кухне Белгики в I—II веках: злаки (пшеница, полба, ячмень), бобовые (чечевица, горох, бобы), фрукты (сливы, вишня, груши, виноград), орехи (грецкий орех, фундук), помимо этого оливковое масло, каша, хлеб, соль, фенхель. Для большинства населения основным блюдом являлась каша пульс: злаки смешивали с водой или молоком, подогревали и добавляли немного оливкового масла, затем подавали вместе с чечевицей или бобами. Другим важным продуктом был хлеб, в который иногда добавляли при выпечке мёд или бобовые. Мясо ели редко, в жареном виде или в овощных похлёбках. Регулярно в пищу употребляли пресноводных рыб (угорь, щуку, форель). Основным напитком служила вода, помимо этого пили молоко, пиво и вино, разбавленное водой и приправленное специями. Богатые люди могли позволить себе чаще употреблять в пищу мясо и вино.

### Средние векаиНовое время
После падения Западной Римской империи на разрушенных и пришедших в упадок территориях бывшей Белгики поселились франки и германцы. Они совмещали выращивание сельскохозяйственных культур и животноводство с охотой и собирательством, но отказались от некоторых пищевых традиций Белгики, к примеру, рыбного соуса. Также они предпочитали сливочное масло оливковому и эль вину.
В конце V века Хлодвиг I объединил бывшие владения Галлии и основал Франкское королевство. Во время его правления произошло крещение франков, и с тех пор церковь стала играть всё большую роль в развитии королевства, в том числе во многом повлияла на кулинарные традиции Бельгии. Предположительно, история бельгийского пивоварения началась с пивоварен при монастырях, также монахи производили сыр. Помимо этого, католическая церковь предписывала соблюдать пост в определённые дни, которых получалось не менее 195 в год. Это привело к сокращению мясных продуктов в рационе в X — XI веках, в то время как большим спросом стали пользоваться хлеб, рыба и яйца.
Около 800 года Франкское королевство было поделено между сыновьями Карла Великого, в результате чего часть территории нынешней Бельгии стала вассалом Франции, часть — Священной Римской империи. На территории Бельгии существовало несколько государственных образований, важнейшими из которых были графство Фландрия, герцогство Брабант, Льежское епископство.
Со временем Фландрия и Брабант стали одним из самых экономически развитых регионов Европы. Вместо трёхполья фландрийцы стали удобрять земли, благодаря чему можно было собирать урожай дважды в год и выращивать большее количество домашних животных.

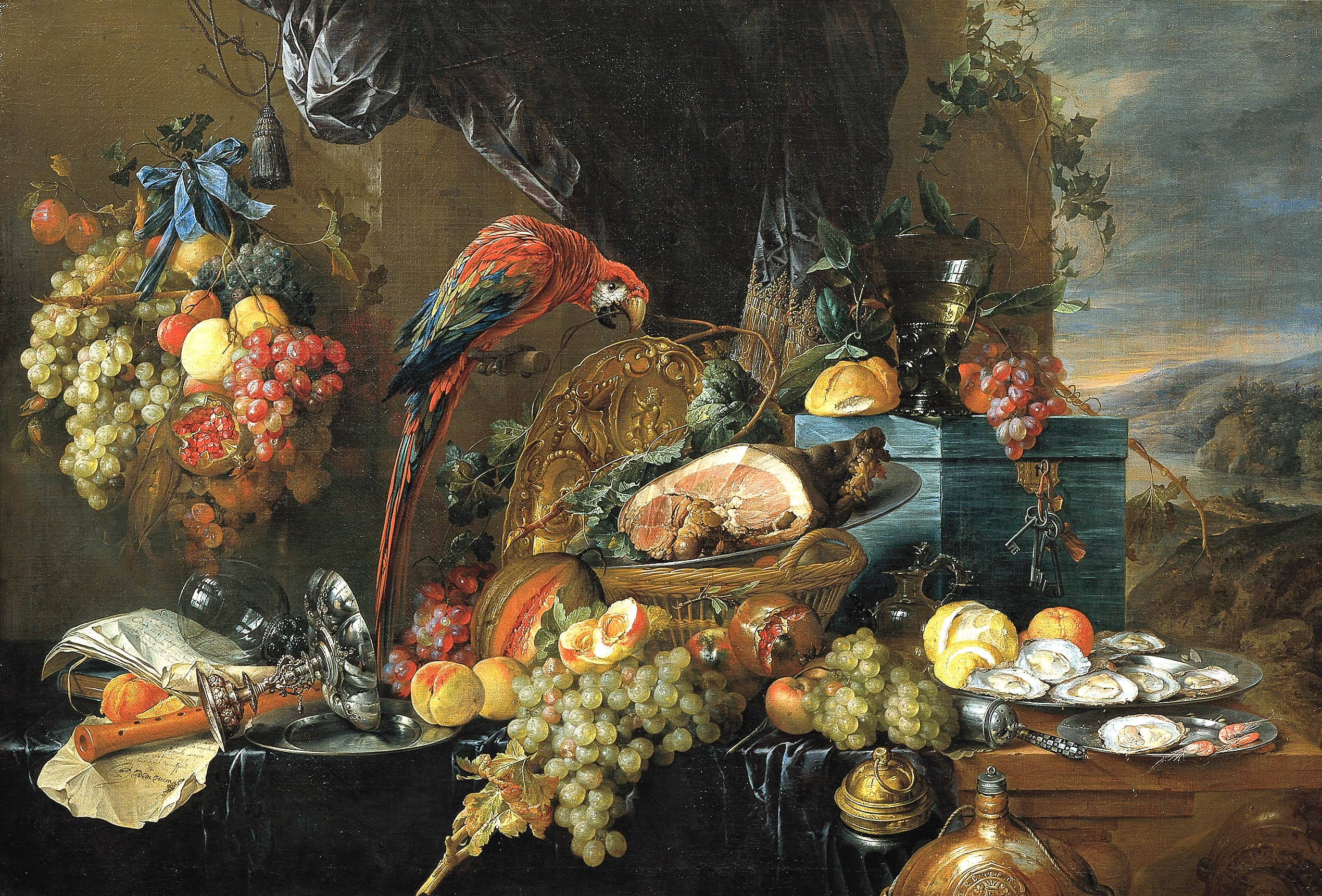
Ян Давидс де Хем, Богато накрытый стол с попугаями, ок. 1650. На столе можно видеть ветчину, морепродукты, хлеб, вино, разнообразные виды фруктов

Фламандские и брабантские города Брюгге, Антверпен, Гент становились крупнейшими торговыми городами Европы, где селились самые богатые люди и куда привозили товары со всех регионов мира, в том числе специи из Индии и экзотические фрукты из тёплых стран. В XIII — XV веках большое значение стали придавать сервировке стола и подаче блюд. Отныне блюда должны были не только быть сытными, но и радовать глаз. Для этого перед подачей блюда украшали зеленью, крошеными яйцами, приправляли специями, дающими цвет (шафран), и поливали соусами. Еда простых людей состояла главным образом из хлеба (благодаря низким ценами хлеб ели в больших количествах), пива, овощных похлёбок, мяса, а также фруктовых пирогов, блинчиков, вафель. Чаще всего ели говядину и баранину, лишь зажиточные семьи могли позволить себе свинину, мясо домашних птиц и дичь.
В XV веке одним из важнейших экономических центров Европы стал портовый город Антверпен. С открытием Америки стали доступны такие продукты, как картофель, томаты, индейка, какао. В Антверпене также интенсивно развивалось пивоварение. В XV — XVI веках в Бельгии появились первые книги с кулинарными рецептами. В то время, как меню зажиточных бельгийцев состояло из разнообразных блюд и изысканных десертов, бедняки по-прежнему питались хлебом, пивом и овощными супами. Картофель первоначально восприняли, как корм для свиней, но к 1830 году он стал основным блюдом бедняков.

### Промышленная революция
В XVIII — XIX веках фламандские города потеряли былое значение, на передовые позиции вышли франкоязычные территории Бельгии, прежде всего Льеж и Монс. Многие кулинарные традиции пришли в Валлонию из соседней Франции. Прежде всего, популярными блюдами в это время стали разнообразные мясные и рыбные блюда, дорогие морепродукты (лобстеры, устрицы), экзотические фрукты (ананас, дыня); сезонные овощи вышли из моды. Широко употребляли соусы, картофель, субпродукты. В XIX веке начали появляться рестораны; кулинарные книги теперь выпускали и для среднего класса.

### После Бельгийской революции
В результате Бельгийской революции 1830 года Бельгия получила независимость. Столицей нового Бельгийского королевства был выбран Брюссель, в котором поселились молодые динамичные бизнесмены, дипломаты, политики. В столице появлялось все большее количество ресторанов, кафе и баров, некоторые из них были признаны лучшими в Европе. Брюссельские шеф-повара успешно соединяли французскую кухню с элементами фламандских и валлонских блюд.
В XX веке появились новые продукты (сладкий перец, баклажаны), которые постепенно вошли в повседневную жизнь бельгийцев лишь с распространением супермаркетов. Многие продукты стали доступны рабочему классу. Некоторые кулинарные традиции были утеряны из-за того, что женщины рабочего класса в целях экономии времени стали готовить лишь наиболее простые и сытные блюда. В то же время все более популярными становились полуфабрикаты и фастфуд, что негативно повлияло на здоровье нации. В последнее время бельгийцы стали больше следить за своим здоровьем, поэтому во многих семьях предпочитают лёгкие полезные блюда с большим количеством овощей. Бельгийцы отдают предпочтение свежим натуральным продуктам без химических добавок.

## Обзор

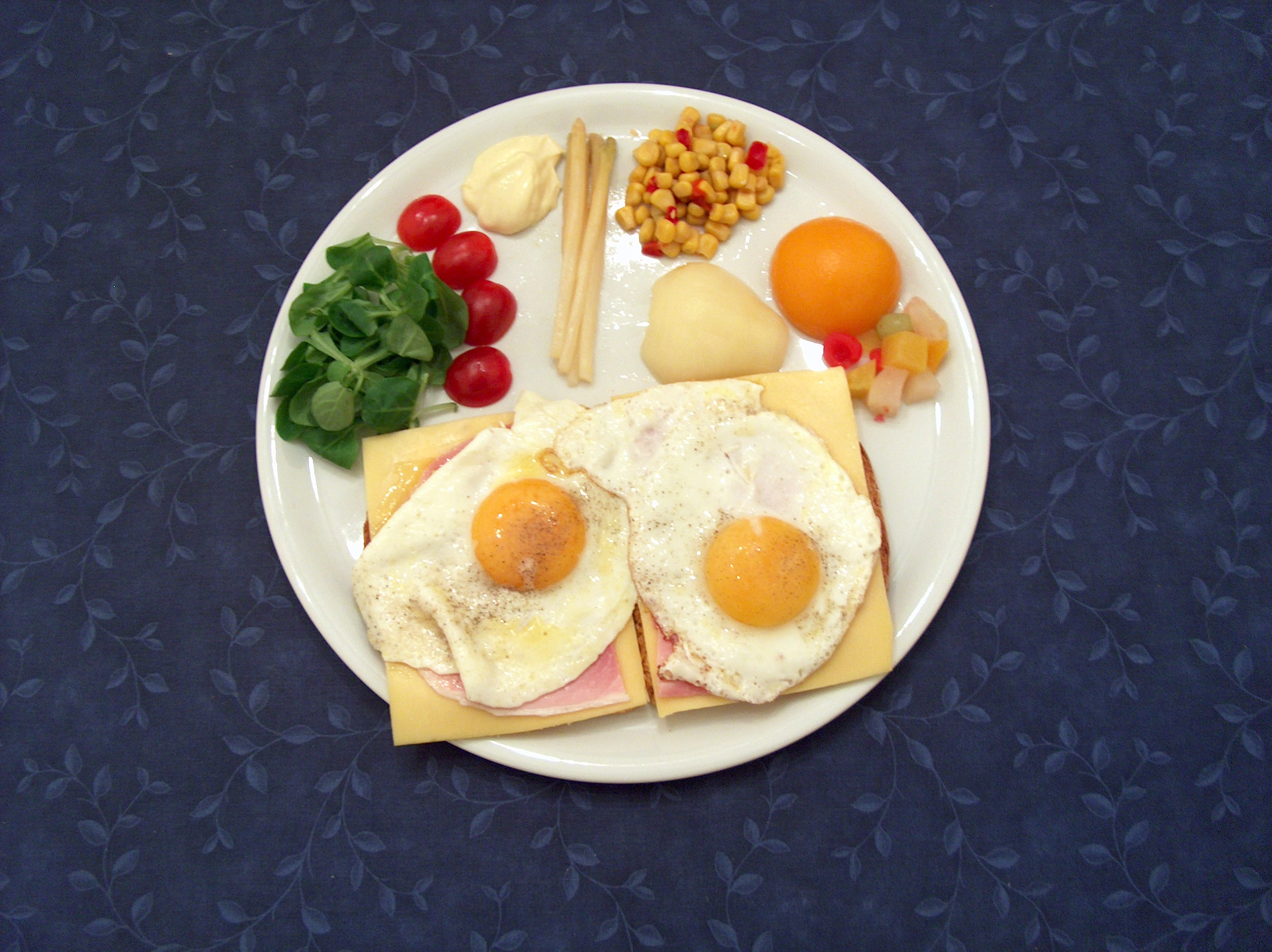
Бельгийский завтрак

Типичная бельгийская семья принимает пищу три раза в день: завтрак между 06:30 и 09:00, обед в 12:00—12:30 и ужин в 18:00—20:00, при этом на завтрак и ужин семья обычно собирается вместе, а обед едят в школе или на работе. Как и в других европейских странах, в Бельгии принято использовать европейские столовые приборы.
Завтрак представляет собой обычный континентальный завтрак, состоящий из бутербродов с сыром и колбасой или джемом и мёдом, яичницы или варёных яиц и чашки кофе/чая.
В Бельгии нет чёткого разделения на обеденные блюда и блюда на ужин, хотя ужин обычно более сытный. К этим приёмам пищи полагается бокал пива или вина и хлеб. В качестве основного блюда обычно подают мясо, рыбу или морепродукты, на гарнир — картофель и овощи, причём предпочтение отдаётся сезонным овощам, выращенным в Бельгии. Популярны и супы-пюре или сытные густые похлёбки, как ватерзой. На десерт подают сладкие блюда или же сыры. Типичным фастфудом является картофель фри, который бельгийцы обычно едят с майонезом. Также в киосках продают бельгийские вафли, морепродукты и приготовленные улитки.

## Региональные различия

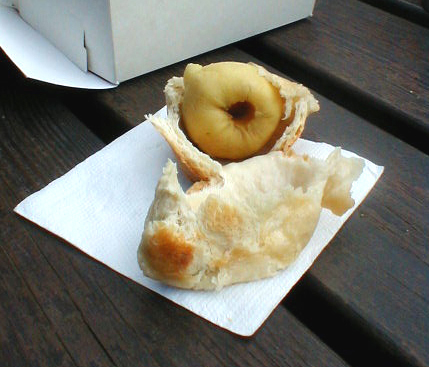
Валлонская сладость: яблоко в тесте

В отличие от более изысканной валлонской кухни, кухня Фландрии является более простой, деревенской. Блюда готовят исключительно из свежих продуктов, что также отражается на цене. Овощи обычно выращивают в регионе, почти повсеместно раскинуты плантации цикория и салата. В провинции Антверпен на небольших фермерских участках выращивают летние сорта овощей. Из окрестностей Мехелена поставляют лучшую спаржу. Благодаря близости моря, во Фландрии популярны блюда из рыбы и морепродуктов. В уличных киосках часто продают устрицы и другие морепродукты. Соусы готовят из сливок, масла и яичных желтков. Во Фландрии едят больше хлеба, чем в Валлонии и Брюсселе. Валлоны едят на 20 % меньше морепродуктов и на 15 % меньше овощей, чем фламандцы. В Лимбурге целый ряд блюд готовят с красным вином.
Большинство отмеченных гидом Мишлена звёздами ресторанов Бельгии находятся во Фландрии.
На валлонскую кухню большое влияние оказала французская кухня, здесь для приготовления блюд вино используют чаще, чем во Фландрии. С октября по февраль в Арденнах открыт сезон охоты. В это время на стол валлонов часто попадают блюда из дичи с брусничным или грибным соусом, приготовленным из собранных в лесу ягод и грибов. Валлоны отдают предпочтение коричневым соусам, поскольку они более подходят к дичи. В отличие от фламандцев, которые предпочитают оливковое масло и маргарин, валлоны чаще используют сливочное масло. Знаменитыми валлонскими продуктами являются арденнская ветчина, сыр эрв и сладкий льежский сироп из яблок и груш.

## Фирменные блюда

### Картофель фри

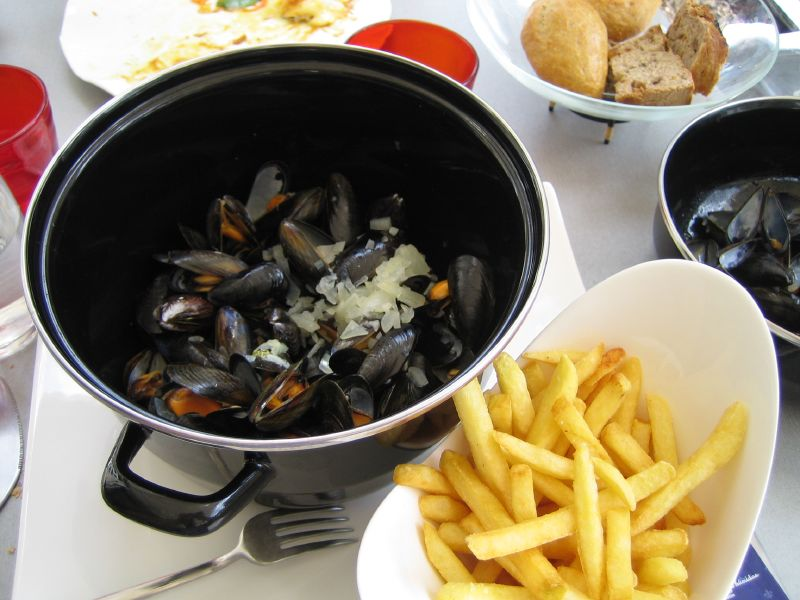
Национальное блюдо Бельгии — мидии с картофелем фри, Moules & Frites

Бельгия является родиной картофеля фри. По легенде, ранее в районе Льежа среди бедных слоёв населения были популярны небольшие фритированные рыбки, выуженные из валлонских рек и озёр. В конце XVII века выдалась особо холодная зима, и водоёмы замёрзли. Тогда владелец трактира придумал вместо рыб жарить картофель, нарезанный примерно такими же кусочками. Остальным бельгийцам блюдо также понравилось.
Существует традиционный бельгийский способ приготовления «фритов»: свежий картофель нарезают довольно толстыми полосками и дважды обжаривают на смальце (говяжьем или смеси конского и бычьего). Сначала картофель обжаривают при низкой температуре и дают полчаса на остывание, а затем окончательно поджаривают в более горячем жире.
Картофель подают как отдельное блюдо или в качестве гарнира к мясным и рыбным блюдам, но также его можно назвать типичным бельгийским фастфудом. Его не только подают с различными соусами, но и используют для начинки митрайет. Митрайет (бук. пистолет-пулемёт) представляет собой багет, начинённый жаренным мясом, картофелем фри и соусом. В Бельгии существуют киоски Friture (нидерл. Frituur, Fritkot на брюссельском диалекте), специализирующиеся на продаже картофеля-фри и других жаренных во фритюре блюд.

### Шоколад

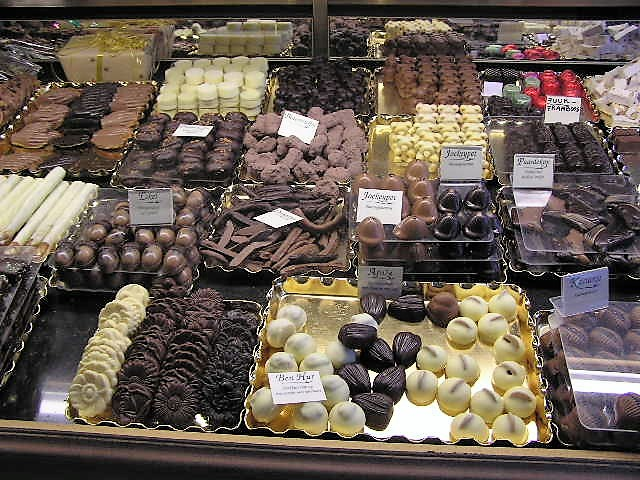
Ассортимент пралине в Антверпене

В 1857 году Жан Нойхаус со своим родственником-аптекарем открыл в Королевских галереях в Брюсселе «фармацевтическую кондитерскую». В то время шоколад продавался в основном в аптеках, как лекарство против самых различных болезней. Его сын Фредерик изучал в Брюсселе кондитерское дело. После смерти дяди он занял его место в кондитерской, и с тех пор фирма стала специализироваться в первую очередь на сладостях, а не на горьких шоколадных «лекарствах». В 1895 году фирма была переименована в «Кондитерскую и шоколадную фабрику Neuhaus-Perrin». После смерти Фредерика в 1912 году дело перенял его сын Жан Нойхаус-младший.
Новый владелец любил экспериментировать. В 1912 году по разработанной им же технологии у него в первый раз получилось заполнить шоколадную конфету начинкой; так появились шоколадные конфеты — пралине. Позже его жена изобрела и получила патент на специальную упаковку для пралине — ballotin.
В наши дни различают огромное количество разновидностей пралине — с ликёром, крокантом, марципаном, трюфели. Фирма Neuhaus процветает и в настоящее время, продавая знаменитый шоколад далеко за пределами Брюсселя и Бельгии. Другие известные производители шоколада из Бельгии: Leonidas, Godiva, Galler, Wittamer, Mary, Corne, Marcolini.

### Бельгийские вафли

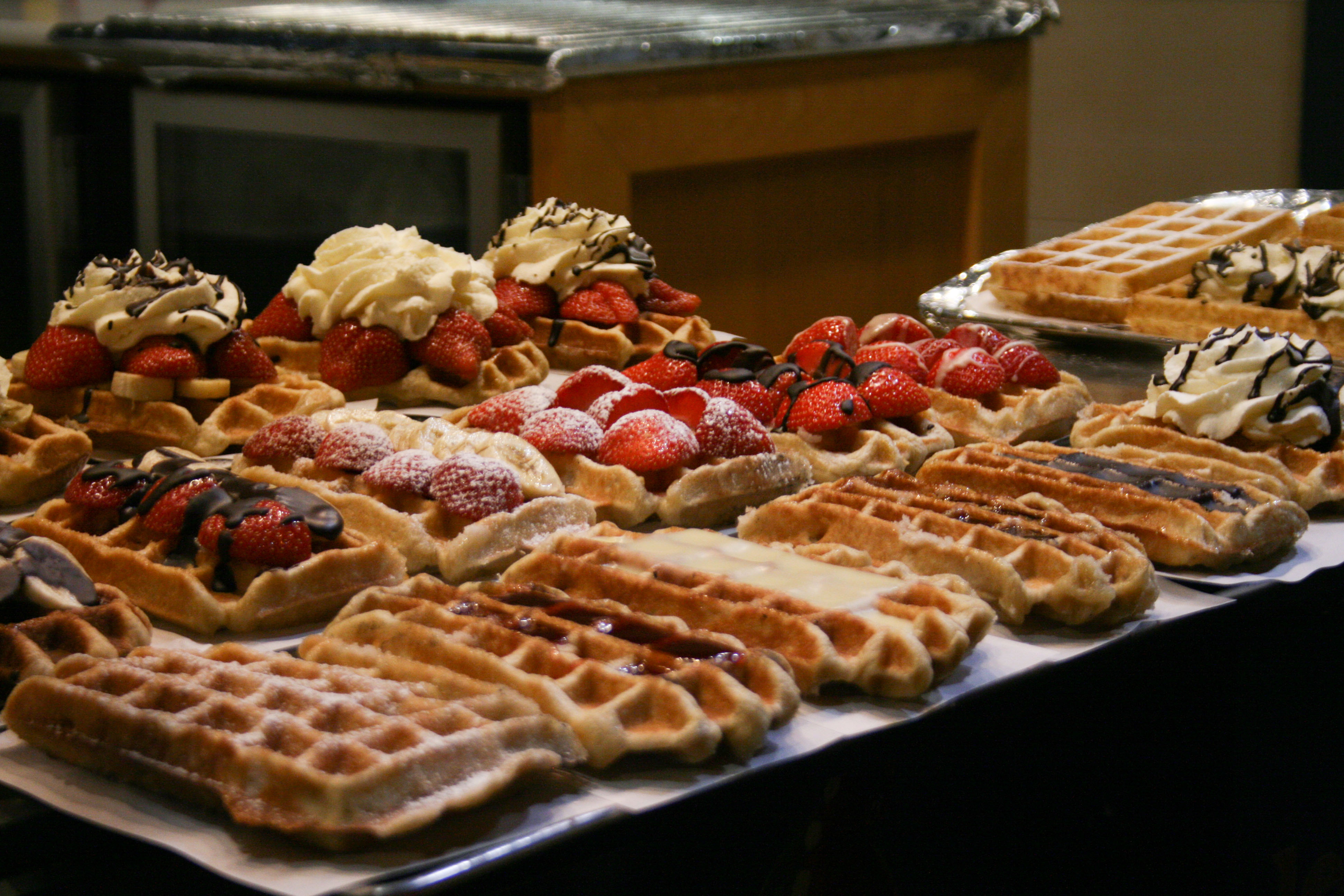
Бельгийские вафли

Бельгийские вафли прославились на весь мир после Expo 1958. Существует два самых популярных вида бельгийских вафель — брюссельские и льежские. Льежские вафли твёрдые, овальной или круглой формы, довольно сытные, с кусочками карамелизированного сахара внутри («сахарные жемчужины»). Брюссельские вафли более мягкие и воздушные, прямоугольной формы, подаются тёплыми. Брюссельские вафли обычно подают посыпанными сахарной пудрой, со взбитыми сливками, шариком мороженого, шоколадом или фруктами, в первую очередь с клубникой или бананами.

### Пиво
Национальный напиток бельгийцев — пиво, которое было неоднократно названо одним из лучших в мире. В стране варится не менее 400 сортов пива, некоторые из них имеют многовековую историю. Традиционное бельгийское пиво плотное и крепкое — до 12% об. Помимо привычных пивных ингредиентов, в бельгийское пиво часто добавляют рис, сахар, мёд, фрукты. Кроме этого, каждая пивоварня разливает пиво в собственные бутылки, также каждому сорту положен особый бокал.
Некоторые известные сорта пива:

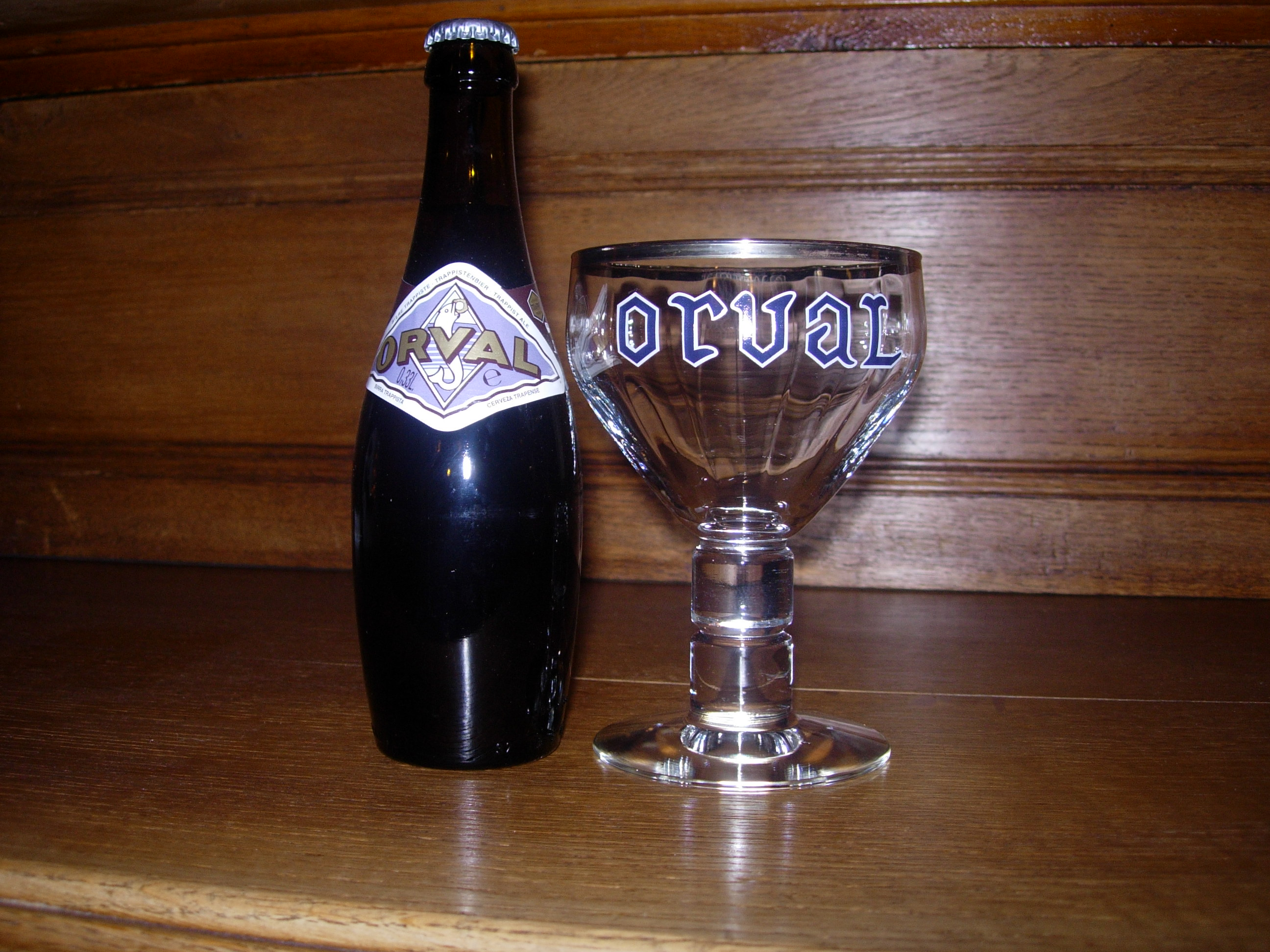
Пиво Orval с оригинальным бокалом

- Ламбик — готовится методом самопроизвольного брожения в открытых бочках, поскольку считается, что в воздухе в районе Брюсселя водится особый вид бактерий (по другой версии — пауков), придающий особый вкус пиву
- Крик — ламбик с добавлением вишни (реже смородины, малины, персика) из окрестностей Брюсселя
- Гёз — смесь нескольких сортов ламбик разного возраста. Иногда также называют «брюссельским шампанским»
- Траппистское пиво — пиво, сваренное траппистскими монахами. Представляет собой крепкий сорт эля янтарно-медного цвета, слегка кисловатый и пряный.

### Сыр
В Средние века бельгийские монахи занимались не только пивоварением, но и производством сыров. Именно эти два продукта приносили основной заработок монастырям. В каждой провинции были выведены не менее трёх сортов сыра. Бельгийские сыры в большинстве своём мягкие и обладают пикантным вкусом.
Наиболее известные сорта: лимбургер, ремуду, эрв, флореф, маредсу, орваль. Сыры часто едят после еды на десерт.

## Типичные блюда и продукты
Обед от начала до конца был составлен из блюд бельгийской кухни: льежский салат из зелёной фасоли, брюссельская капуста, брюссельский суп из сушёных шампиньонов, рыбные котлеты по-фламандски, камбала с картофелем, угорь с ракушником, гусь, свинина с бобами, жареная телятина со спаржей и телячьи почки с ягодами арденнского можжевельника, карбонады по-фламандски, приготовленные на пиве. На десерт — рисовая каша, посыпанная жжёным коричневым сахаром, и фламандские вафли с ванильным соусом.— Горчаков О. А. От Арденн до Берлина

### Мясо и птица
Мясо считается в Бельгии основным блюдом, которое дополняют гарниром из картофеля и овощей. Каждый бельгиец употребляет в пищу в среднем 100 кг мяса в год, половину из которого составляет свинина, затем следуют говядина/телятина и мясо домашней птицы (по 20 %). В бельгийской кухне известно большое количество блюд из дичи и птицы. В мясных блюдах активно используют сочетание основных вкусов (сладкого и кислого, сладкого и острого), поэтому часто готовят мясо с добавлением необычных для мясных блюд русской кухни сладких продуктов: фруктов, ягод, мёда. Также часто используется местное пиво, в качестве маринада или во время тушения. Как правило, готовое блюдо употребляют с тем сортом пива, которое было использовано при готовке. В качестве гарнира чаще всего подают картофель фри или картофельные крокеты.

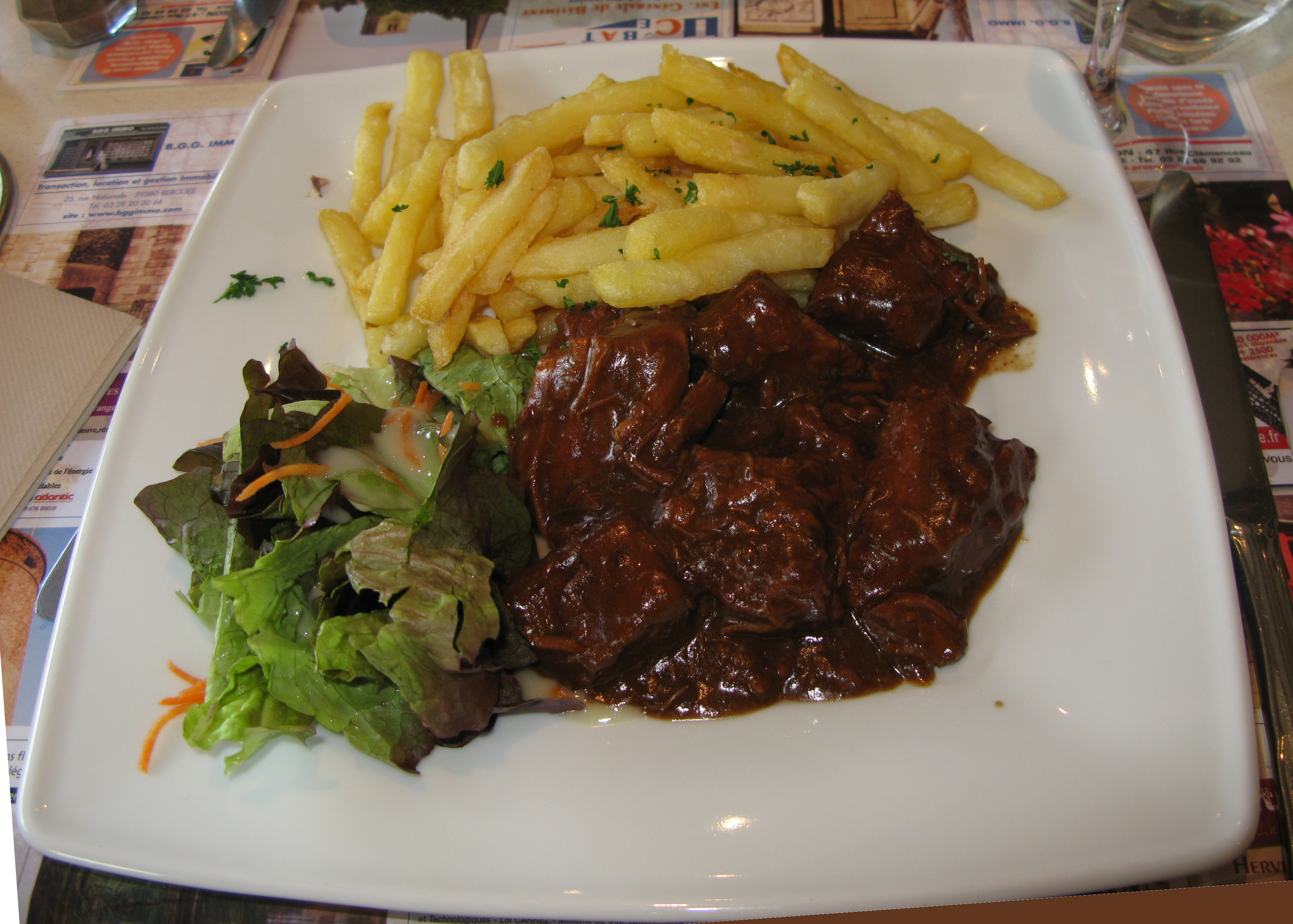
Гуляш по-фламандски

- Lapin à la Gueuze / Konijn gestoofd in bier — крольчатина, тушенная в пиве Гёз из окрестностей Брюсселя
- Lapin aux Pruneaux / Konijn met pruimen — крольчатина с черносливом из Льежского региона
- Waterzooi (ватерзой) — айнтопф из курицы (или рыбы), блюдо Гента
- Vol au Vent (волован) / Koninginnehapjes — куриное фрикасе в слоёном тесте
- Rognons de veaux à la Liégoise — телячьи почки с ягодами можжевельника и можжевеловой водкой еневером
- Faisan à la brabançone / Fazant op Brabantse wijze — фазан по-брабантски, с цикорием
- Carbonade Flamande / Stoofvlees — говяжий гуляш по-фламандски
- Filet américain — татарский бифштекс с каперсами, луком-шалот, вустерским соусом
- Kalfsvleeskroketten — телячьи крокеты; фламандское блюдо
- Boulettes à la Liégeoise — тефтели по-льежски

### Рыба и морепродукты

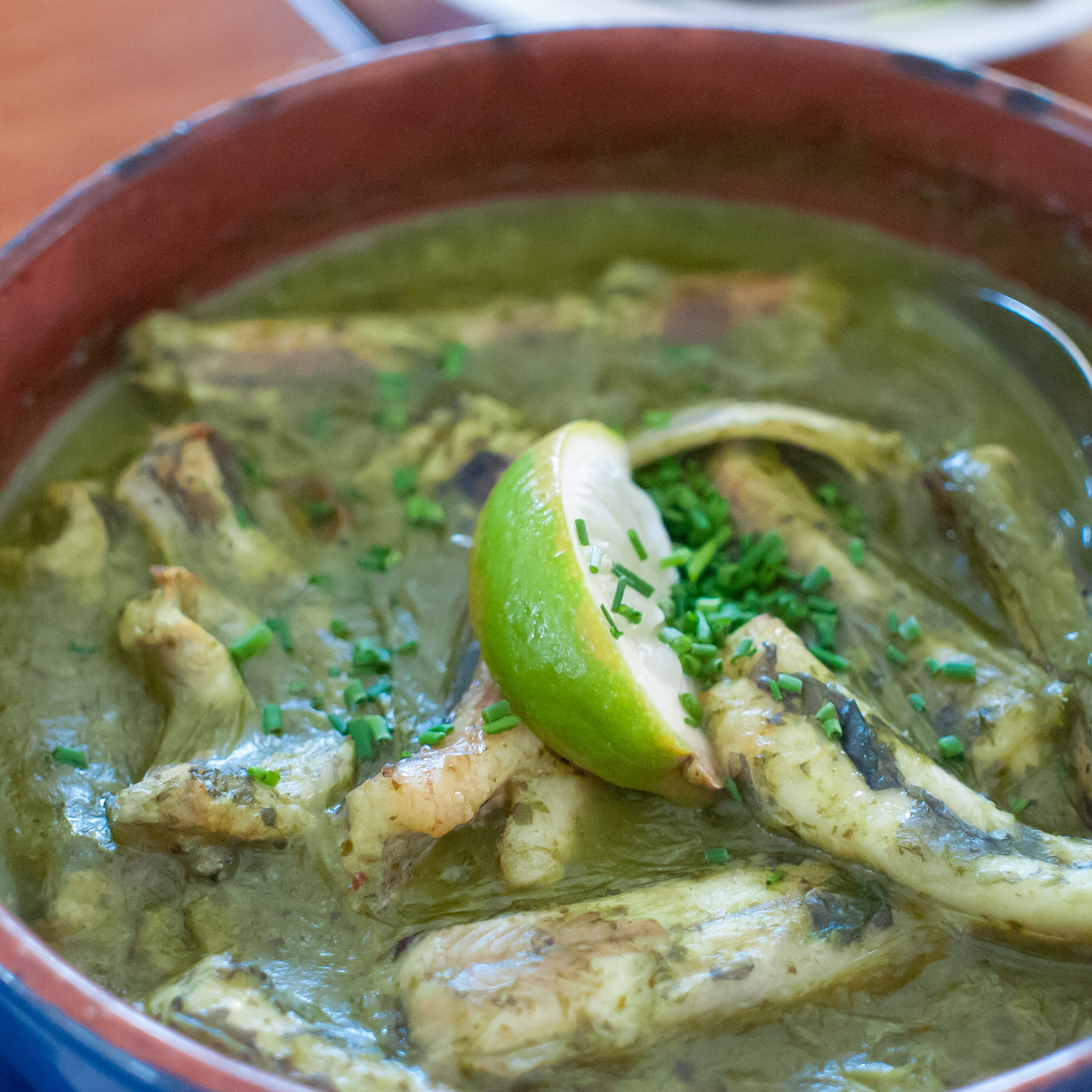
Угорь в зелёном соусе

В бельгийской кухне широко распространены блюда из рыбы и морепродуктов, особенно в регионах, близких к морю. Подобно блюдам из мяса, при приготовлении рыбных блюд также часто используют пиво, а на гарнир подают картофель фри, отварной картофель, крокеты.
- Муль-фрит — национальное блюдо Бельгии. Представляет собой порцию картофеля фри и сваренных мидий. При этом существует множество способов подачи мидий: Moules Nature (в собственном соку, с небольшим количеством зелени), à la crème (со светлым соусом и зеленью), hot circus (с острым соусом), à la bière (с пивным соусом) и другие
- Moules parquées — свежие мидии, которые подают подобно устрицам с лимоном и луковым соусом
- Anguilles au vert / Paling in het groen — угорь в зелёном соусе с травами
- Filets de sole à l’Ostendaise — филе морского языка с соусом из мелких североморских креветок
- Tomates crevettes frites — томаты, фаршированные креветками и майонезом, с порцией картофеля фри
- Garnaalkroketten — крокеты из креветок
- Waterzooi — ватерзой из рыбы

### Овощи и фрукты

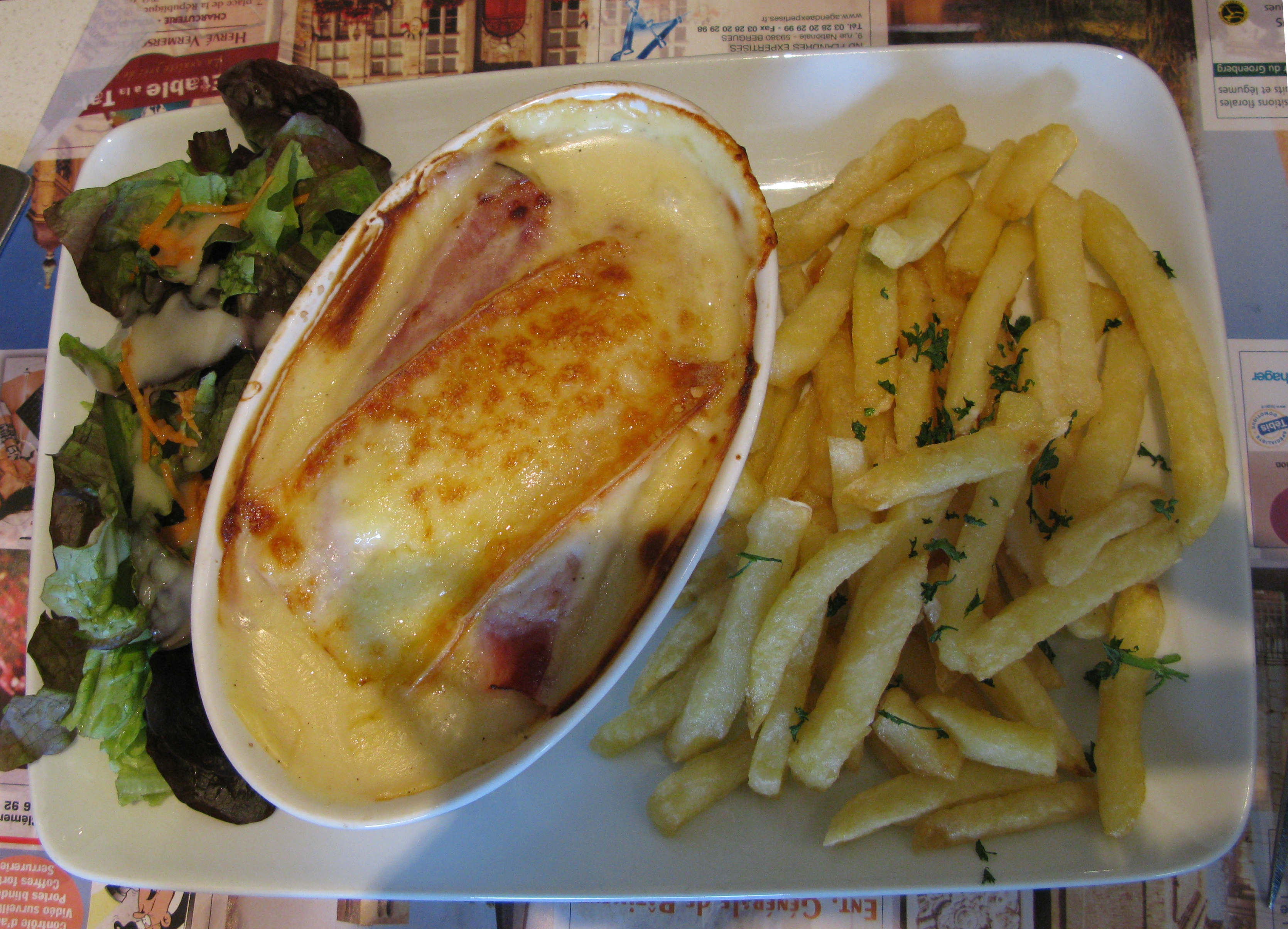
Цикорий, запечённый в ветчине под сырным соусом

Экзотическим видам овощей бельгийцы предпочитают сезонные, выращенные в Бельгии. Наиболее распространены сельдерей, лук, большое количество капустных сортов (кольраби, брокколи, брюква), морковь, бобовые, спаржа, картофель. Особое значение имеют брюссельская капуста и эндивий, который иногда называют бельгийским цикорием.
Овощи обычно подаются в качестве гарнира к мясным и рыбным блюдам, а также используются для приготовления различных похлёбок.
- Gratin au Chicons — запечённый цикорий, иногда обёрнутый ветчиной
- Salade liegeoise (льежский салат) — тёплый салат из картофеля, стручковой фасоли, ветчины
- Stoemp / Hutspot (стумп, гюцпот) — пюре из картофеля, моркови и лукового соуса, к которому обычно подают кровяную или другие виды колбасок
- Asperges op zijn Vlaams (спаржа по-фламандски) — белая спаржа в сливочном соусе с яйцами
- Purée de pommes de terre / Aardappelpuree — картофельное пюре

Среди фруктов наибольшим спросом пользуются яблоки, земляника садовая и виноград. Из фруктов часто делают джем или конфитюр, в частности, знаменитый льежский сироп из яблок и груш. Также из фруктов и ягод готовят пироги и другие десерты.

### Хлебобулочные изделия и десерты

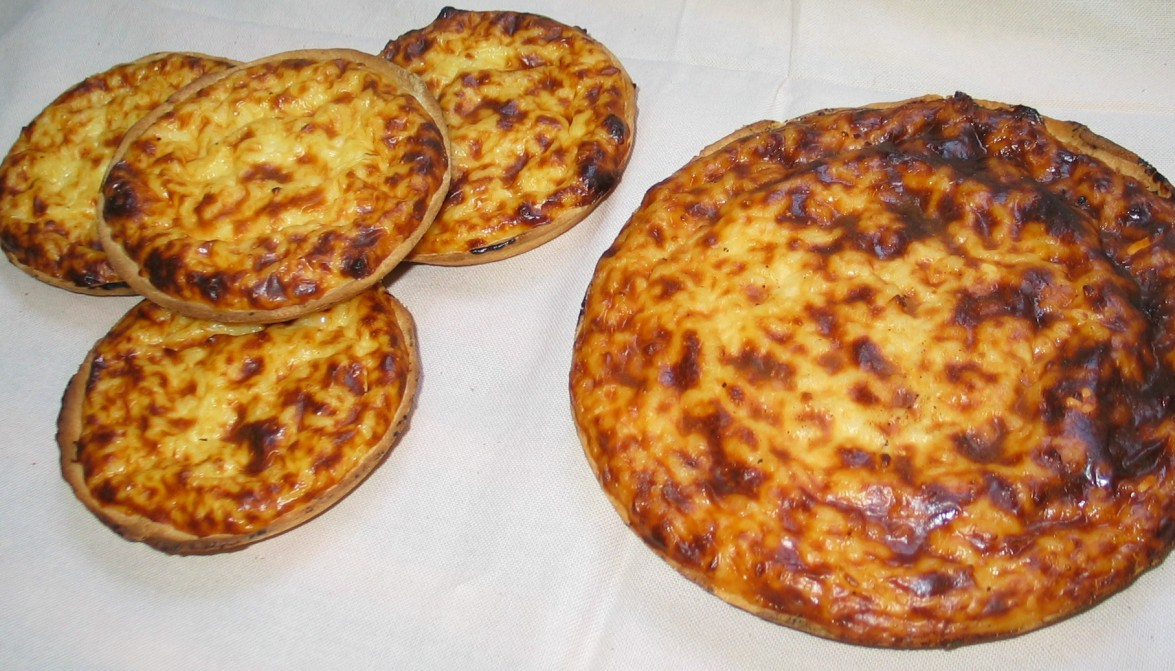
Рисовый пирог

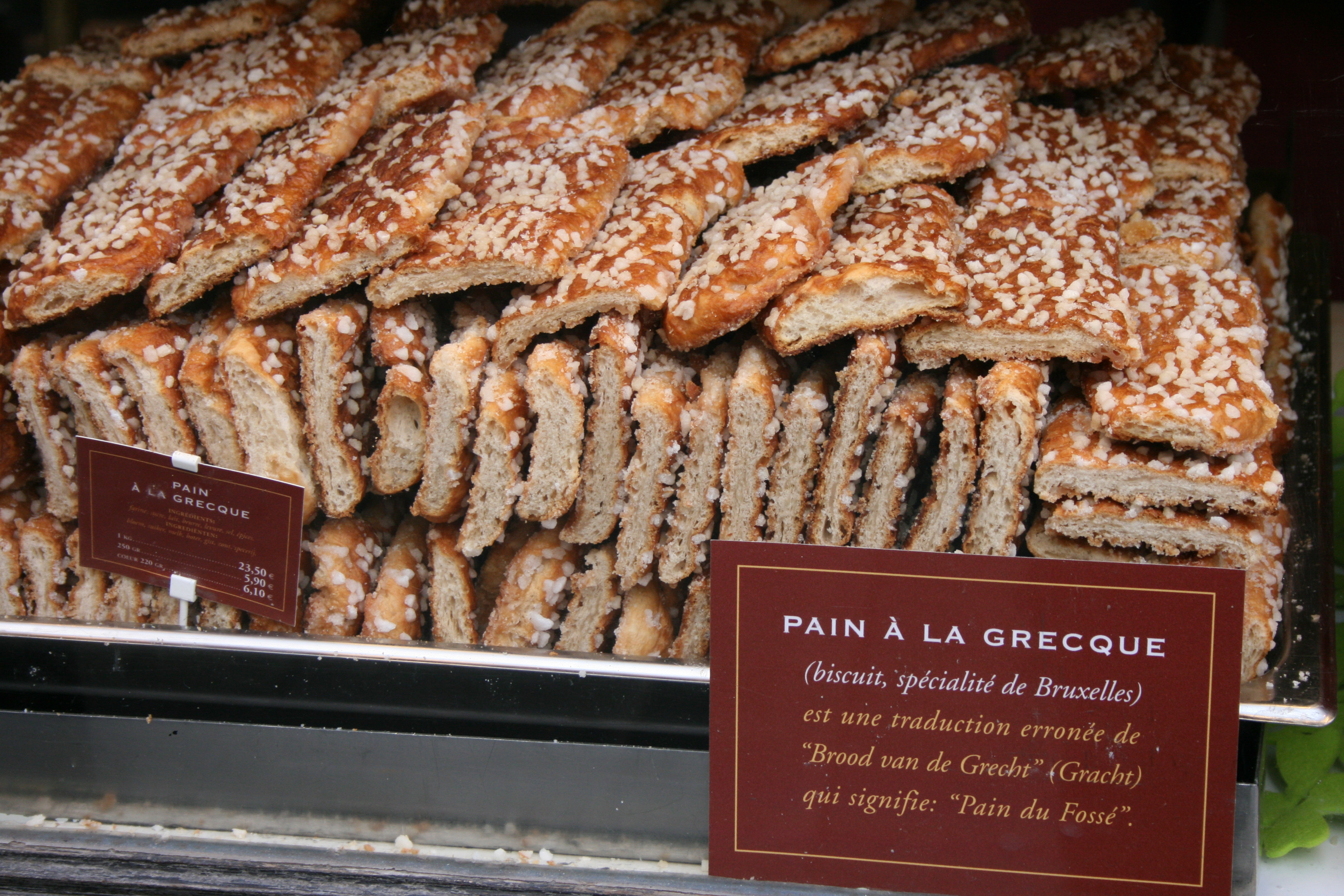
«»

Помимо шоколадных конфет и вафель, в Бельгии существует большое количество всевозможных десертов. В первую очередь это пироги и торты с шоколадом и фруктами и пряное печенье. За пределами страны широко известны Tarte au riz — пирог с начинкой из рисовой каши — и бельгийское рождественское печенье. Некоторые десерты, например, миндальное печенье макарун или крем-брюле, пришли в Бельгию из французской кухни.
На десерт также часто едят сыры мягких сортов.
- Tarte au riz — пирог из песочного теста с начинкой из рисового крема
- Mattentaart — пирог с творожной начинкой из Восточной Фландрии
- Liers Vlaaike — небольшие пирожные из сиропа, корицы и муки, происходящие из города Лир
- Pain à la grecque («Греческий хлеб[англ.]») — прямоугольное печенье с корицей, покрытое кристаллизированным сахаром
- Speculoos / Speculaas (спекулас) — пряное рождественское печенье
- Pistolet — традиционная бельгийская булочка, используемая для бутербродов и сэндвичей
- Pain perdu / Gewonnen brood, wentelteefjes (сладкие гренки) — чёрствый хлеб, замоченный в яично-молочной смеси и поджаренный затем на сковороде. Традиционное угощение, подаваемое в понедельник после Богоявления. Традиция особенно сильна в провинции Антверпен и Турне.
- Dame blanche — ванильное мороженое с горячим шоколадным соусом и взбитыми сливками
- Pain d'épices / Peperkoek — мёдовый кекс с пряностями
- Cougnou — рождественский хлеб из Валлонии в виде ребёнка
- Cuberdon / Neuzeke (кубердон) — малиновые конфеты конусной формы, твердые снаружи и желеобразные внутри

Множество бельгийских городов славятся своими вариантами печенья: миндальными Brugse Kletskoppen / dentelles de Bruges из Брюгге или Antwerpse handjes из Антверпена, анисовыми Gentse mokken из Гента или пряными Kortrijkse peperbollen из Кортрейка.

### Напитки
Среди горячих напитков лидирует кофе, который пьют в основном в первой половине дня. Гораздо реже бельгийцы пьют чай и какао. Среди безалкогольных напитков популярна минеральная вода (130 л в год), газированные напитки, молоко и соки.
Самым популярным алкогольным напитком является пиво (93 л пива в год), по потреблению пива на душу населения Бельгия входит в десятку стран-лидеров. За ним с большим отрывом следует вино. Также популярен женейфер, разновидность джина, иногда с различными фруктовыми добавками.

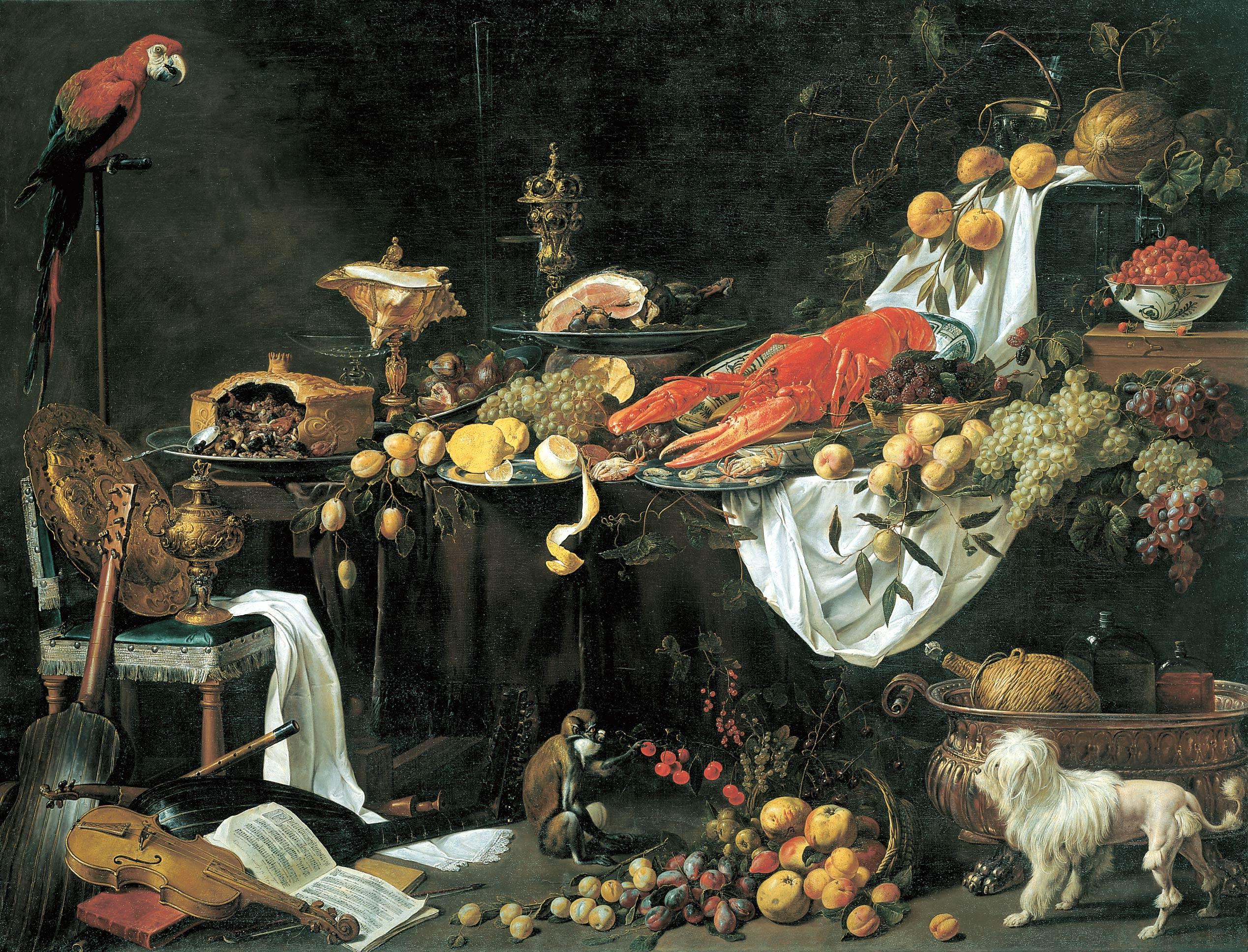
Адриан ван Утрехт, Натюрморт, 1644

## Бельгийская кухня в искусстве

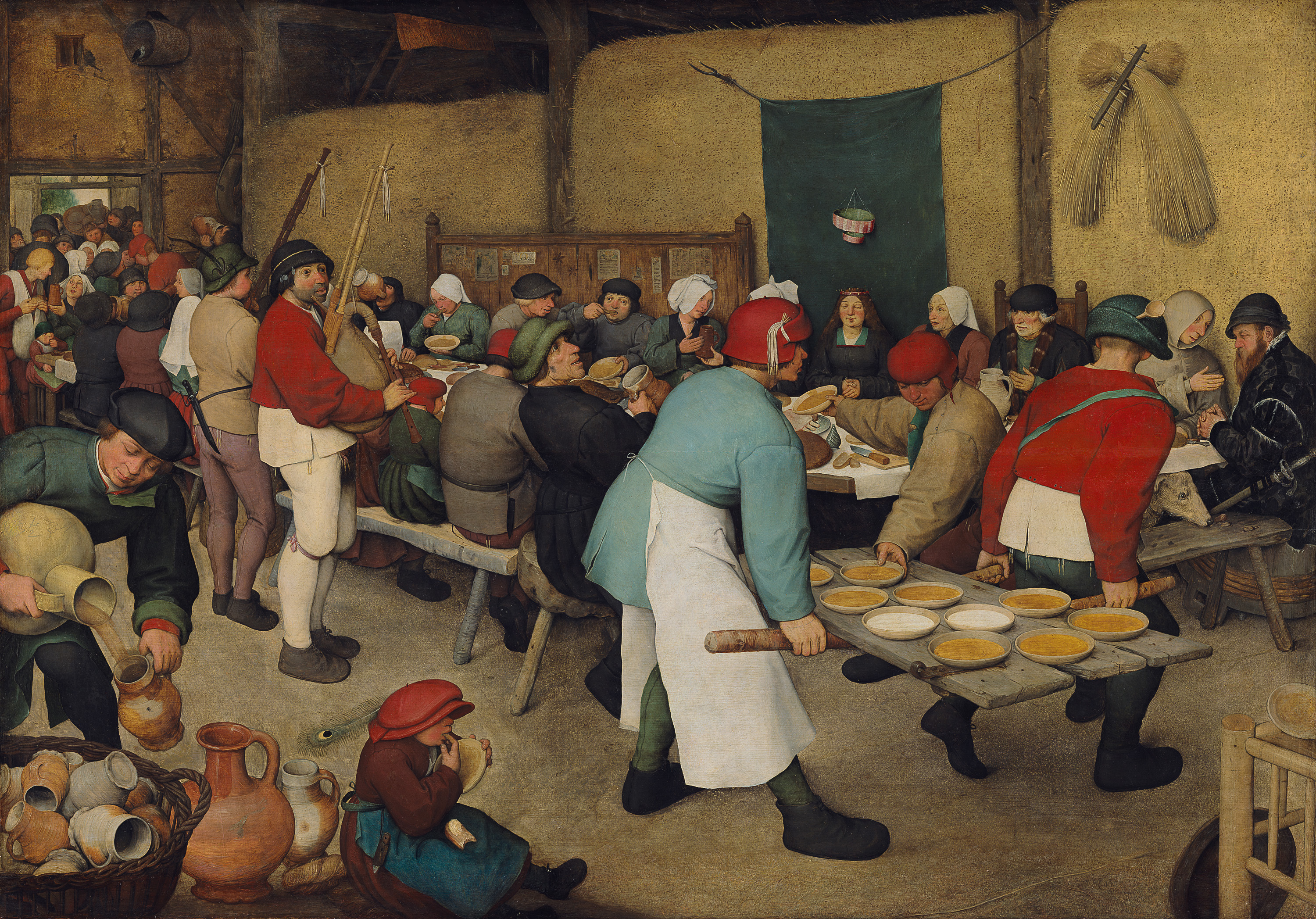
Питер Брейгель Старший, Крестьянская свадьба, 1568

С зарождением натюрморта в XV — XVI веках во Фландрии и соседних Нидерландах, бельгийская кухня стала одной из центральных тем на полотнах фламандских мастеров. Прежде всего картины фламандских художников дают наглядное представления о жизни знати и зажиточных горожан, поскольку картины в основном выполнялись на заказ для украшения столовых и парадных залов. Такие натюрморты изображают богатые столы, ломящиеся от еды, причём на стол выставлены лучшие продукты: дичь и другие виды мяса, устрицы и омары, пироги, экзотические фрукты, вино. В качестве декоративных элементов часто используются скатерть, дорогая посуда, музыкальные инструменты, птицы и животные. Наиболее яркими представителями этого жанра являются Адриан ван Утрехт, Ян Давидс де Хем, Якоб ван Эс, Клара Петерс, Йорис ван Сон. В аллегорической разновидности натюрморта vanitas пища приобретает особое символическое значение.
Об ассортименте продуктовых лавок XVII века можно получить представление из работ Франса Снейдерса. Славу ему принесла одна из известнейших натюрмортных серий «Лавки», включающая в себя полотна «Фруктовая лавка», «Овощная лавка», «Рыбная лавка» и «Лавка дичи».
Характерным для мастеров фламандской школы являются также изображение бытовых сцен. Жанровая живопись знакомит с бытом разных слоёв населения. К примеру, Питер Брейгель Старший специализировался на изображении крестьянского быта. Одна из его самых известных картин — «Крестьянская свадьба», на которой видно, что основной пищей бедных слоёв населения являлись хлеб, каша и суп.
В двадцатом веке бельгийский художник Марсель Бродтхарс переосмыслил роль мидий в бельгийской кухне и в бельгийском самосознании в таких работах как Triomphe des moules I (1965), Bureau de moules (1966) и Etal de moules (1966).